# Cláudio Torres (arqueólogo)
Cláudio Figueiredo Torres GCIH (Tondela, 11 de Janeiro de 1939) é um arqueólogo português.
Foi docente de várias disciplinas ligadas à História medieval na faculdade de Letras da Universidade de Lisboa entre 1974 e 1986. Foi o fundador do Campo Arqueológico de Mértola em 1978, associação cultural e científica, responsável pelas várias intervenções arqueológicas e pela divulgação da herança cultural da vila de Mértola. 
Foi casado com a escritora e linguista Manuela Barros Ferreira, falecida em 2022, desde 1961 com quem teve duas filhas.  

## Biografia
Responsável pela campanha desenvolvida em meados da década de 1980 no Castelo de Noudar.
Atual Presidente do Campo Arqueológico de Mértola, onde desenvolve uma vasta investigação relacionada com a História Medieval.

## Obra Escrita
Alguns dos principais trabalhos:
- "O Gharb al-Andaluz" in História de Portugal - (Vol. I), 1992 (direção de José Mattoso), Círculo de Leitores[1];
- "A arte islâmica no Ocidente Andaluz", 1995 in História da Arte Portuguesa (direção de Paulo Pereira)[1];
- "O Legado Islâmico em Portugal", 1998, Círculo de Leitores[1].

## Homenagens
- 2023 - Prémio do património Cultural Europeu Europa Nostra na categoria heritage champions[3].
- 2020 - No dia 11 de janeiro é galardoado com a Medalha de Mérito Cultural da República Portuguesa em 11 de janeiro de 2020.[4]
- 2018 - Foi-lhe atribuída a Medalha de Mérito Científico pela Fundação para a Ciência e a Tecnologia (FCT)[5].
- 2001 - Doutor “honoris causa” pela Universidade de Évora em 2001.
- 1993 - No dia 19 de junho é agraciado com a Grã-Cruz da Ordem do Infante D. Henrique.[6]
- 1991 - Prémio Pessoa.[7]